# Talarur
Talarur (Talarurus) – wymarły gad z rzędu dinozaurów ptasiomiednicznych, należący do rodziny ankylozaurów. Żył w późnej kredzie, 80 milionów lat temu na terenie dzisiejszej Mongolii. Jego nazwa oznacza "wyplatany ogon".

## Wielkość
6 m długości, 1,5 m wysokości, ok. 1,5 t wagi.

## Behawior i etologia
Ankylozaur średniej wielkości, przypominający euoplocefala. Rośliny, którymi się żywił, zrywał za pomocą bezzębnego dzioba. Grzbiet pokryty był grubymi kostnymi płytami i kolcami. Dość krótki, mocno umięśniony ogon zakończony był ciężką kostną buławą, służącą do obrony przed napastnikami. Prawdopodobnie żył samotnie lub w niewielkich grupach.

## Odkrycie
Odkryty w 1952 roku przez Jewgienija A. Malejewa.

## Gatunki
- Talarurus plicatospineus